# Philip Saumarez
Pour les articles homonymes, voir Saumarez.
Philip de Saumarez, né le 17 novembre 1710 et mort en 1747, est un officier de marine britannique.

## Biographie
Philip Saumarez, né le 17 novembre 1710, est le troisième fils de Matthew de Saumarez de Guernesey, et d'Anne Durell de Jersey. James Saumarez, lord de Saumarez, est son neveu. Philip Saumarez est envoyé en 1721 à l'école tenue par Isaac Watts à Southampton, il y reste deux ans et demi; il fréquent ensuite une école à Greenwich, et en février 1725-1726, il est entre dans la marine à bord du Weymouth, avec le capitaine Kendal, alors en route pour la Baltique. En entrant en service, il change l'orthographe de son nom de De Sausmarez à sa forme actuelle. En 1727, il se rend en Méditerranée et en décembre, il est transféré sur le Gibraltar avec le capitaine John Byng (1704-1757), qu'il suit sur le Princess Louisa, puis sur le Falmouth. Il reste à bord du Falmouth en tant qu'aspirant ou second de capitaine jusqu'en juin 1734. Il est ensuite à bord du Blenheim dans la Manche et du Dunkirk dans la station de la Jamaïque avec le commodore Digby Dent, qui le promeut lieutenant du Kinsale le 6 août 1737. En 1739, il retourne en Angleterre et, le 22 août, il est nommé troisième lieutenant et lieutenant d'armes du Diamond, avec le capitaine (qui deviendra Sir) Charles Knowles. Il quitte toutefois le Diamond avant son départ pour les Antilles, probablement pour accompagner Anson sur le Centurion, auquel il est nommé le 28 décembre.
Il reste à bord du Centurion pendant tout le voyage, devenant premier lieutenant du navire lors de la promotion de Saunders au poste d'essai, et, en l'absence d'Anson à terre, il est aux commandes du navire lorsqu'il est arraché de ses ancres à Tinian, avec pas plus de cent hommes à bord, en tout. Ce n'est que grâce à son extraordinaire énergie que le navire est remis à flot. Après la capture du galion de Manille, Anson le promeut capitaine de la prise, le 21 juin 1743, date à laquelle sa commission est ensuite confirmée. Mais le galion ayant été vendu en Chine, Philip Saumarez rentre en Angleterre comme passager du Centurion. Le 27 juin 1745, il est nommé sur le Sandwich, et en septembre 1746 sur le Nottingham de 60 canons. Sur le Nottingham, lors d'une croisière dans les Soundings, le 11 octobre, il se heurte au Mars, un navire français de 64 canons, et le capture après un engagement de deux heures, d'autant plus facilement qu'un nombre considérable de ses hommes souffrent du scorbut; avant qu'il puisse être amené à Plymouth, soixante des prisonniers meurent. L'année suivante, le Nottingham fait partie de la flotte avec Anson dans l'action au large du Cap Finisterre, le 3 mai, et de nouveau avec Hawke dans l'action du 14 octobre. À la fin de la bataille, Philip Saumarez s'efforce d'arrêter la fuite de l' Intrépide et du Tonnant, et est tué par presque le dernier coup tiré. Son corps est ramené à Plymouth à bord du Gloucester (commandé par son beau-frère, le capitaine Philip Durell), et inhumé dans la vieille église, où se trouve une plaque à sa mémoire. Il existe également un monument à sa mémoire dans l'abbaye de Westminster. Philip Saumarez n'était pas marié.

## Portrait
Un portrait, appartenant à Lord de Saumarez, est prêté à l'exposition navale de 1891. Comme ce portrait le représente portant le nouvel uniforme qui n'a été commandé que l'année après sa mort, il soulève une curieuse question, à laquelle répond cependant une lettre de Keppel à Saumarez, datée du 20 août 1747, qui dit : « Brett me dit que vous avez fait un manteau d'uniforme, etc, de votre propre chef. My Lord Anson est désireux que beaucoup d'entre nous fassent des manteaux selon leur propre goût, et qu'ensuite un choix soit fait pour être général ; et si vous apparaissez dans le vôtre, il dit qu'il sera responsable que votre goût ne sera pas parmi les plus mauvais » (Keppel, Life of Keppel, i. 107). Le témoignage du portrait semble régler la question souvent controversée de l'origine de l'uniforme finalement adopté.